# Christoph Harand
Christoph „Chris“ Harand (* 27. Mai 1981 in Wien) ist ein ehemaliger österreichischer Eishockeyspieler, der zuletzt bei der VEU Feldkirch in der Inter-National-League unter Vertrag stand.

## Karriere
Christoph Harand begann seine Karriere beim WEV und konnte bereits in jungen Jahren mehrere Engagements im Ausland für sich verbuchen. Nach einem Jahr in der schwedischen Division 1 kehrte er im Jahr 2000 nach Österreich zum EHC Lustenau zurück. Dem folgten ein dreijähriges Engagement bei den Vienna Capitals und zwei Jahre bei den Black Wings Linz. In der Saison 2006/07 spielte er zunächst in der tschechischen Extraliga beim HC Znojemští Orli, konnte sich dort aber nicht durchsetzen und wechselte in die zweithöchste Spielklasse, ehe er noch in derselben Saison vom EC KAC verpflichtet wurde, mit dem er 2009 österreichischer Meister wurde, wobei er das entscheidende Tor der Endspielserie beisteuerte. Im Jahr zuvor war er in das All-Star-Team der Liga berufen worden. Nach zwei weiteren Saisons in Klagenfurt spielte Harand ab der Saison 2009/10 zu den Graz 99ers.
Im Juni 2011 wurde er von den Vienna Capitals verpflichtet, erhielt jedoch nur einen Probevertrag. Während der Saisonvorbereitung brach sich Harand ein Bein, so dass er keinen Vertrag für die folgende Saison erhielt. Nach einem Jahr Verletzungspause schloss er sich 2012 dem Dornbirner EC an, den er im März 2013 verließ, um sich für den Rest der Spielzeit dem Drittligisten EC Kitzbühel anzuschließen. Nach einem erneuten Jahr beim EHC Lustenau in der Inter-National-League spielt er seit 2014 für dessen Ligarivalen, die VEU Feldkirch.
Seit der Saison 2021–22 ist er Mitglied des Trainerstabs der Okanagan Hockey Academy in St. Pölten.

### International
Im Juniorenbereich spielte Harand für Österreich bei den U18-C-Europameisterschaften 1997 und 1998 und der U18-B-Weltmeisterschaft 1999 sowie bei der U20-C-Weltmeisterschaft 2000 und der U20-Weltmeisterschaft der Division I 2001.
Im Herren-Bereich spielte er mit dem österreichischen Nationalteam bei den Weltmeisterschaften 2004, 2005 und 2009 jeweils in der Top-Division. Nach dem Abstieg 2009 spielte er für das Team aus dem Alpenland bei der Weltmeisterschaft 2010 in der Division I, wo der sofortige Wiederaufstieg in die Top-Division gelang. Zudem vertrat er seine Farben bei der Qualifikation für die Olympischen Winterspiele in Turin 2006.

## Erfolge und Auszeichnungen
- 1998 Qualifikation für die U18-B-Weltmeisterschaft bei der U18-C-Europameisterschaft
- 2000 Aufstieg in die Division I bei der U20-C-Weltmeisterschaft
- 2008 All-Star-Team der Österreichischen Eishockey-Liga
- 2009 Österreichischer Meister mit dem Klagenfurter AC
- 2010 Aufstieg in die Top-Division bei der Weltmeisterschaft der Division I, Gruppe A

## Karrierestatistik

### International
(Legende zur Spielerstatistik: Sp oder GP = absolvierte Spiele; T oder G = erzielte Tore; V oder A = erzielte Assists; Pkt oder Pts = erzielte Scorerpunkte; SM oder PIM = erhaltene Strafminuten; +/− = Plus/Minus-Bilanz; PP = erzielte Überzahltore; SH = erzielte Unterzahltore; GW = erzielte Siegtore; 1 Play-downs/Relegation; Kursiv: Statistik nicht vollständig)

## Familie
Christoph Harand ist der Bruder von Patrick Harand, der ebenfalls Eishockeyspieler ist. Sein Vater Kurt ist ebenfalls ehemaliger Spieler des österreichischen Nationalteams, derzeitiger Co-Trainer und Co-Kommentator der Livespiele der österreichischen Eishockey Liga bei Sky.